# Baix Camp
Baix Camp là một comarca (hạt) của Catalonia ở đông bắc Tây Ban Nha.

### Các đô thị
Dân số năm 2001.
- L'Albiol - 192
- L'Aleixar - 728
- Alforja - 1344
- Almoster - 945
- Arbolí - 120
- L'Argentera - 145
- Les Borges del Camp - 1620
- Botarell - 736
- Cambrils - 21.000
- Capafonts - 116
- Castellvell del Camp - 1537
- Colldejou - 186
- Duesaigües - 201
- La Febró - 62
- Maspujols - 496
- Mont-roig del Camp - 6753
- Montbrió del Camp - 1492
- Prades - 561
- Pratdip - 532
- Reus - 99505
- Riudecanyes - 734
- Riudecols - 984
- Riudoms - 5.257
- La Selva del Camp - 4290
- Vandellòs i l'Hospitalet de l'Infant - 4373
- Vilanova d'Escornalbou - 442
- Vilaplana - 559
- Vinyols i els Arcs - 1264